# ۱۰۶۸ (قمری)
۱۰۶۸ (قمری)، هزار و شصت و هشتمین سال در گاهشماری هجری قمری است. اول محرم این سال برابر با نهم اکتبر سال ۱۶۵۷ میلادی است.